# Ginza keshō
Ginza keshō (銀座化粧) è un film del 1951 diretto da Mikio Naruse.
Il film è noto internazionalmente anche con il titolo Ginza Cosmetics.

## Trama
Yukiko gestisce il bar Bel-Ami nel quartiere Ginza di Tokyo. Vive con il piccolo figlio Haruo in un appartamento posto sopra una scuola di musica nagauta, in una stanza del quale vive la giovane Kyoko, hostess del Bel-Ami.
Sedotta e abbandonata dal signor Fujimura, Yukiko ammonisce tutte le ragazze del Bel-Ami, in particolare Kyoko, a non fare il suo errore, e dunque a stare molto attente ai clienti e alle loro promesse e lusinghe. Per altro Yukiko è riconoscente nei confronti di Fujimura per averla assistita nel difficilissimo parto e l'uomo, che ha una propria famiglia e problemi economici, va spesso a trovarla e a vedere il bambino. La donna dà sempre dei soldi in prestito all'uomo il quale poi, in parte, li utilizza per comprare dei giochi per il piccolo Haruo.
Yukiko sarebbe anche disposta a rifarsi una vita, ma non è un tipo facile. La sua amica Shizue, invece, intrattiene una relazione con Kasai, ricco e molto più vecchio di lei, ma poi frequenta altri uomini con l'idea di trovare un buon partito da sposare. 
Quando giunge a Tokyo il giovane e ricco Ishikawa, cui Shizue mira da tempo, la donna ha il problema di doversi occupare di Kasai e deve prendere una scusa per due giorni. Obbliga quindi la sempre disponibile Yukiko a reggerle il gioco, intrattenendo l'ospite facendogli conoscere Tokyo. Yukiko, costretta a sostenere una serie di bugie dette dall'amica, si assenta dal lavoro e da casa per dedicarsi all'importante ospite. Approfondendo la conoscenza dell'uomo, con sorpresa, si accorge di avere molte cose in comune e che comunque si tratta di una persona seria e sensibile, davvero l'ideale per una donna che voglia sistemarsi. Il secondo giorno però è raggiunta da una trafelata Kyoko che le riferisce che il piccolo Haruo, uscito la mattina per giocare in strada, non è mai tornato a casa. Yukiko, preoccupata, si precipita a casa e prega la ragazza di sostituirla nell'opera di intrattenimento di Ishikawa.
Dopo ore di apprensione Yukiko ritrova il figlio, che era andato a pescare senza avvisare nessuno.
Il giorno seguente, al ritorno di Shizue, questa scopre che Ishikawa è ripartito in anticipo. L'amica riferisce poi a Yukiko che l'uomo è stato visto passare la notte in compagnia di una giovane donna. Dunque, disillusa, capisce di aver perso una grande occasione, ma la prende con filosofia, chiedendosi comunque chi sia questa fortunata che le ha soffiato questo buon partito.
Yukiko intuisce che possa trattarsi della "sua" Kyoko, non tornata a casa quella notte, e quando la rivede è pronta a rimproverarla, temendo che la ragazza si sia compromessa.
Kyoko racconta di aver avuto un colpo di fulmine e che Ishikawa, con il quale effettivamente ha passato la notte, si è comportato da gentiluomo e l'ha già invitata a casa sua, come premessa di un futuro matrimonio.
Yukiko, messa da parte anche un po' di gelosia, si congratula allora con Kyoko che, come lei stessa si augurava, può finalmente guardare al futuro con più fiducia.

## Produzione

### Regia
Questo film è comunemente riconosciuto come quello che avvia la maturità artistica di Naruse. Al di là di questo, si tratta di una pellicola interessante in quanto il regista descrive con scrupolo documentaristico la vita nelle strade della Tokyo dell'epoca, in particolare nel frequentatissimo quartiere di Ginza, che lui conosceva benissimo.